# Malthonica spinipalpis
Malthonica spinipalpis är en spindelart som beskrevs av Christo Deltshev 1990. Malthonica spinipalpis ingår i släktet Malthonica och familjen trattspindlar.
Artens utbredningsområde är Grekland. Inga underarter finns listade i Catalogue of Life.